# Försök till brott
Försök till brott innebär att någon kommit nära att utföra ett brott, men inte fullt ut genomfört det. Försök till brott är i många fall straffbart.

## Svensk lag
Försök till brott regleras i svenska lag i Brottsbalkens 23 kap. 1 §. Har någon påbörjat utförandet av visst brott utan att detta kommit till fullbordan, ska han i de fall särskilt stadgande givits därom dömas för försök till brottet, om fara förelegat att handlingen skulle leda till brottets fullbordan eller sådan fara endast på grund av tillfälliga omständigheter varit utesluten.
Straffet för försök till ett brott blir högst vad som gäller för fullbordat brott. Det måste vara särskilt stadgat att försök till brottet i fråga är straffbelagt.
Som exempel kan nämnas försök till stöld, grov stöld, rån med flera brott som har straffbelagts genom 8 kap. 12 § brottsbalken.
Frågan om när försökspunkten kan anses vara uppnådd belyses i NJA 1990 s 354 och i NJA 1991 s 332.
I anledning av åtal för försök till grovt narkotikabrott uppkommer fråga om dels huruvida försökspunkten uppnåtts dels huruvida faran för brottets fullbordan varit utesluten endast på grund av tillfälliga omständigheter (prejudikatfrågedispens).
Ett annat fall av försök finner man i RH 1994:24, det så kallade Wallenbergärendet där Svea hovrätt bedömde om det var frågan om försök till människorov.
Försök till narkotikabrott har ansetts föreligga redan när det första ledet i den av flera kemiska processer bestående tillverkningen av amfetamin påbörjats enligt Högsta domstolens dom i NJA 1992 s 524.